# Sent Pardós lo Nuòu
Sent Pardos lo Nuòu (en francès Saint-Pardoux-li-Neuf) és una comuna (municipi) de França, a la regió de la Nova Aquitània, departament de la Cruesa, al districte i cantó d'Aubusson.
La seva població al cens de 1999 era de 165 habitants. Està integrada a la Communauté de communes d'Aubusson-Felletin.

## Demografia
| 1968 | 1975 | 1982 | 1990 | 1999 |
| ---- | ---- | ---- | ---- | ---- |
| 146  | 153  | 175  | 164  | 165  |

## Administració
| Període   | Identitat       | Partit |
| --------- | --------------- | ------ |
| 2001-2008 | Gaston Cadro    |        |
| 2008-     | Gérard Aumenier |        |